# ススム・イチムラ
ススム・イチムラ（Susumo Itimura、1918年3月15日 ‐2011年9月29日 ）は、ブラジルの政治家、実業家、日系ブラジル人（準二世（あるいは一世）。
幼少時にブラジルに移民し、93歳までブラジル最高齢の市長としてパラナ州ウライ市長を5期目途中まで通算19年にわたって務めた。実業界でも、「ラミー王」として有名な大農園主・農業経営者であった。
日本名は「市村之（いちむら すすむ）」、「市村進」の表記も見られる。

## 来歴

### 「ラミー王」としての成功
1918年3月15日、新潟県中蒲原郡に生まれる。1920年に1歳9カ月で、両親と伯父の4人でブラジルに土佐丸で移民し、その後ブラジルに帰化。サンパウロ州リベイロン・プレット地方に入植した。多くの移民と同じく裸一貫で、モジアナ線のルイスピント耕地に配耕され、その後各地で契約農をした後、イチムラが20歳を迎えた1938年にパラナ州北部のウライ市に移転した。ウライ市は、パラナ州北部の中心都市であるロンドリーナ市から東に約40キロに位置し、1922年に日本人移民が入植したことで、町の礎が築かれた。市制創立は、イチムラ家が入植する2年前の1936年であり、多くは原生林が広がる未開拓地であった。イチムラ家は、1938年にウライ市に入植後、1946年にはコーヒー園を経営していた。1948年からはコーヒー豆や大豆の収穫用の麻袋の材料である繊維作物「ラミー」（芋麻、カラムシの一種）栽培を開始した。29歳の時に父親を亡くし、遺された200ヘクタールの畑から規模を拡張し、1950年代には一時4500ヘクタールもラミーを植え付け、最大の収穫量を誇り、一時期はラミー生産でブラジルの「ラミー王」（"rei do rami"）として名を馳せた最盛期には、人口1万人程度のウライ市内だけで1000人以上の従業員を抱え、49の農場と3つの工場を所有した。その後、カフェ景気の1960年代にはパラナ州第一位のコーヒー農場主になった。60歳で死去した父親の代わりに、兄弟の進学の面倒を見たため、本人は進学することはなかったが、自分の6人の子供たち全員には大学にまで進学させた。1970年代に化学繊維の普及によって、ラミーの生産は縮小していくものの、1980年代の後半でも自前の精製工場も有するイチムラ・グループは、ラミーの剥皮のために能率の良いブシバ式（イチムラ式と呼ばれることもある）という大型剥皮機を使用し、1986年から1987年には、ブラジルのラミー生産量13,000トンのうち、廉価品を主体に3,000トンがイチムラ・グループの工場で精製されていた。また、1980年代末には、パラナ州と国境を接する隣国パラグアイに1万ヘクタールの土地を購入して大豆の生産に乗り出すとともに、パラナ州の1,250ヘクタールの農場でコーヒーなどを生産する国境横断的な農業経営を行った。最盛期には、49の農場と3つの工場を所有した。

### ブラジル「最高齢市長」に当選
農業経営者として大成功を収める一方、生涯5度にわたってウライ市長として姿勢の舵取りを担った。最初は1963年に社会民主党＝国民民主連合（PSD-UDN）から 45歳で初めてウライ市長に就任、２期目は軍政下の1972年に国家革新同盟（ARENA）から再選した。しかし、1978年の選挙当日に娘を自動車事故で亡くしたことで政界引退を決意した。その後、1990年代に政界に復帰し、3期目は1996 年に民主労働党（PDT）から当選、2000年の落選後、2004年の選挙でもPDTから出馬して返り咲き当選し、2005年に市長4期目に就任した。2004年の当選後、ブラジル邦字紙『ニッケイ新聞』のインタビュー記事で、市長4期目満了時に90歳を迎えることについて「私の年齢（当時86歳）に首をかしげている人も多いが、頭を使うことではまだその辺の青二才には負けない」と、4年ぶり4度目となる市長職への意気込みを語り、自身の出自と絡めて「日本人移民が造ったこの町のため、日系の私がもう一度ご奉仕したいと思っている。また製粉工場などを誘致して雇用促進を図るなどしていきたい」「日本人の勤勉さを誇りとしている。正直で曲がったことが大嫌いな私の性格は一生直らない」と言い切った。妻のムツヨ（当時77歳）は「祖父が警察官だったせいか、融通が利かない性格で、コチコチの石頭。六人の子供らには子煩悩ですが」と語った。新潟県人会の会長は2006年に「給料をもらわないで働くことでも有名」とコメントした。自身最後の選挙となった2008年の市長選挙にブラジル社会民主党（PSDB）から出馬し、90歳の年齢で連続再選・通算5選目を果たした。選挙裁判所に申告した資産総額5,500万レアル超が全国の候補者の中でも群を抜いて莫大であったことも加え、ブラジル最高齢市長となった90歳のイチムラの当選はブラジル国内メディアで大きく取り上げられた。2009年に5期目となるウライ市長に就任し、任期満了時には94歳となるはずであった。しかし、2011年6月22日にウライ市議会から情報処理会社への不正会計疑惑を追及され、6月に市長を免職となった。同年9月29日午前4時半頃、肺炎のため入院先のロンドリーナ病院で死去した（満93歳没）。